# Sziri Majmon
Sziri Majmon, hebr שירי מימון (ur. 17 maja 1981 w Hajfie) – izraelska piosenkarka.

## Życiorys
W 2003 zajęła drugie miejsce w finale pierwszej edycji programu Kochaw Nolad. Po udziale w talent show została prowadzącą program młodzieżowy Exit!, który prowadziła do 2005. W maju 2005, reprezentując Izrael z utworem „Ha-Szeket sze-niszar”, zajęła czwarte miejsce w finale 50. Konkursu Piosenki Eurowizji w Kijowie. Po udziale w konkursie otrzymała wiele nagród muzycznych, m.in. została okrzyknięta najlepszą piosenkarką przez redakcję radia IBA. Również w maju 2005 zagrała koncert podczas nabożeństwa żałobnego w wąwozie Babi Jar, na którym obecnych było 100 tys. żydów, a we wrześniu wydała debiutancki album studyjny, zatytułowany po prostu Sziri Majmon, za którego sprzedaż w ponad 25 tys. egzemplarzy otrzymała certyfikat złotej płyty.
W 2006 wcielała się w rolę Mai Gold w telenoweli Jeladot Ra'ot i podjęła półtoraroczną współpracę z klubem „Xsite”, w którym występowała jako piosenkarka. W styczniu 2008 wydała album pt. Rega li-fene sze..., który promowała singlem „Joter tow li-seloach”. Na brytyjski rynek wydała angielskojęzyczną wersję albumu pt. Standing on My Own. W listopadzie otrzymała Europejską Nagrodę Muzyczną MTV dla najlepszego izraelskiego artysty i zajęła trzecie miejsce w plebiscycie na najlepszego europejskiego artystę. Po zdobyciu wyróżnienia przeprowadziła się do Liverpoolu, gdzie nagrała i wydała singiel „Now That You're Gone”.
Na początku 2009 została częścią ogólnoświatowego projektu Global one, w którym wzięli udział najpopularniejsi wykonawcy światowego rynku muzycznego z poszczególnych krajów. W 2012 wydała album pt. Szeleg ba-szaraw. W 2013 objęła funkcję jurorki w izraelskiej wersji programu The X Factor. W 2014 wyruszyła w trasę koncertową i zagrała główną rolę w musicalu Evita w Teatrze Narodowym „Habima”.

## Życie prywatne
Ma dwoje dzieci.

## Dyskografia
Albumy studyjne
- Sziri Majmon (2005)
- Rega li-fene sze... (2008)
- Standing On My Own (2008)
- Szeleg ba-szaraw (2012)